# Porta di tutte le Nazioni
La Porta di tutte le Nazioni o Porta di Serse si trova tra le rovine dell'antica città di Persepoli, in Iran.
La costruzione della Scalinata delle nazioni e della Porta di tutte le Nazioni venne ordinata dal re Achemenide Serse I (486 a.C. - 465 a.C.), successore del fondatore di Persepoli, Dario il Grande, per monumentalizzare l’entrata della città.
È l'unica delle tre porte di Persepoli rimasta.

## Edificio
La struttura consisteva in una sala di grandi dimensioni il cui tetto era sostenuto da quattro colonne in pietra con basi a forma di campana. Parallelamente alle pareti interne di questa sala correva una panchina di pietra, interrotta dalle porte. Le pareti esterne, realizzate in blocchi di fango, erano adornati con frequenti nicchie. Ognuna delle tre pareti, a est, ovest e sud, aveva un grande portale in pietra. Un paio di tori massicci assicuravano l'ingresso occidentale; due Lamassu in stile assiro, anche se di proporzioni colossali, introducevano alla porta orientale. Incisa sopra ciascuno dei quattro colossi vi era un'iscrizione trilingue che attestava fosse stato Serse ad aver costruito e compiuto la porta: 
()

La porta a sud, l'apertura verso l'Apadana, era la più ampia delle tre. Pioli trovati sugli angoli interni di tutte le porte indicano che dovevano aver avuto porte a due battenti, probabilmente realizzate in legno e ricoperte con fogli di metallo ornato.

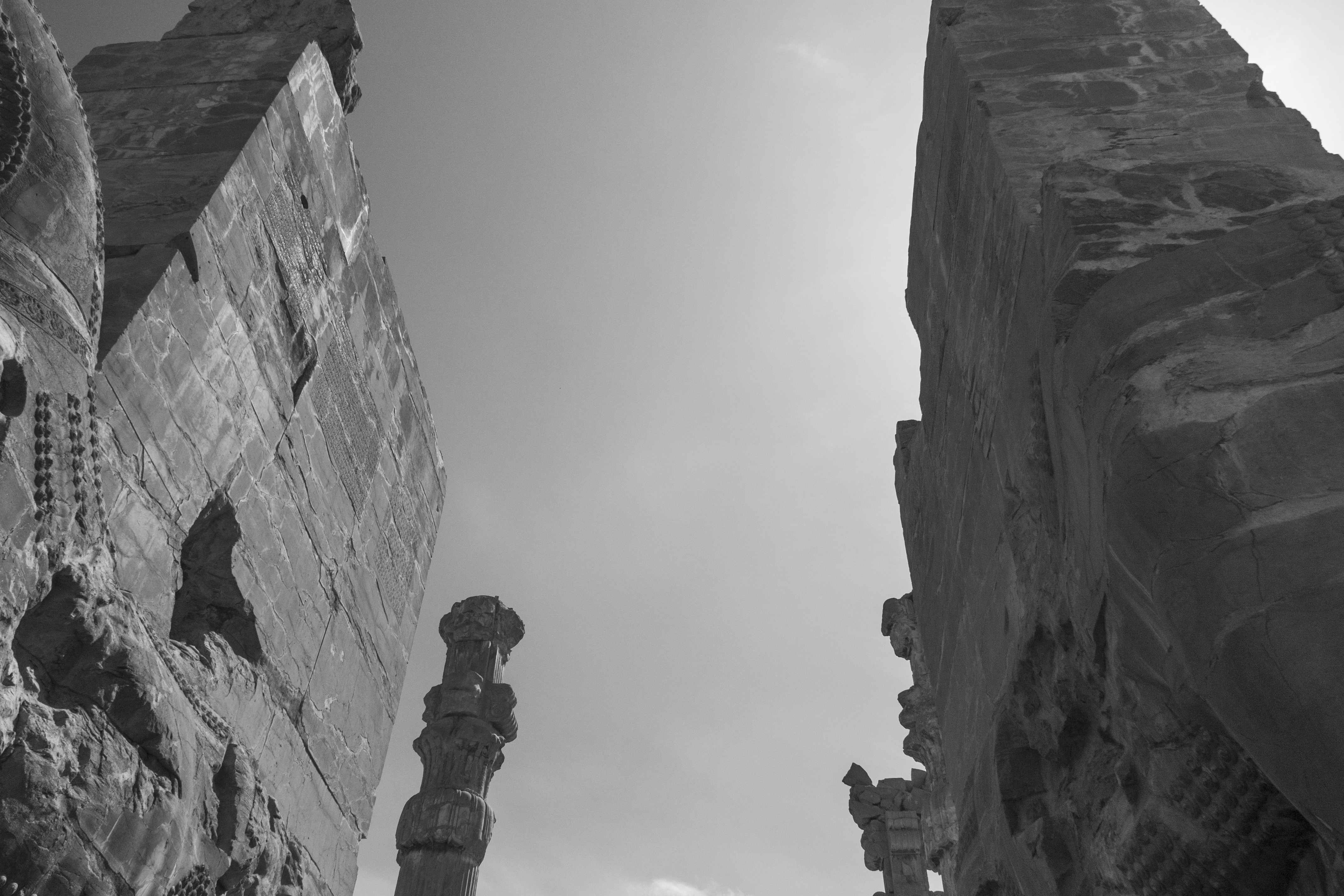
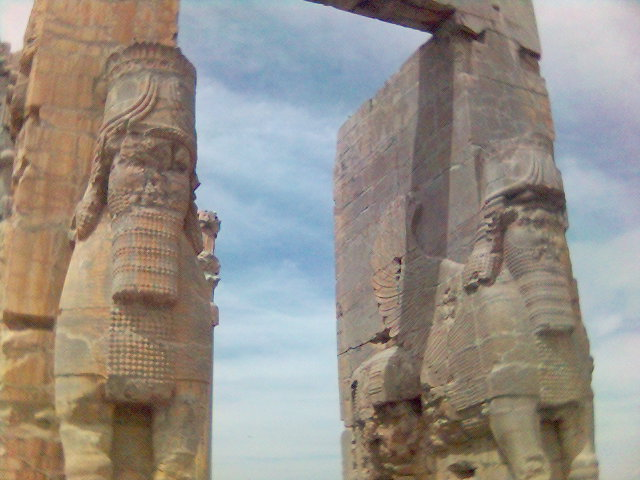
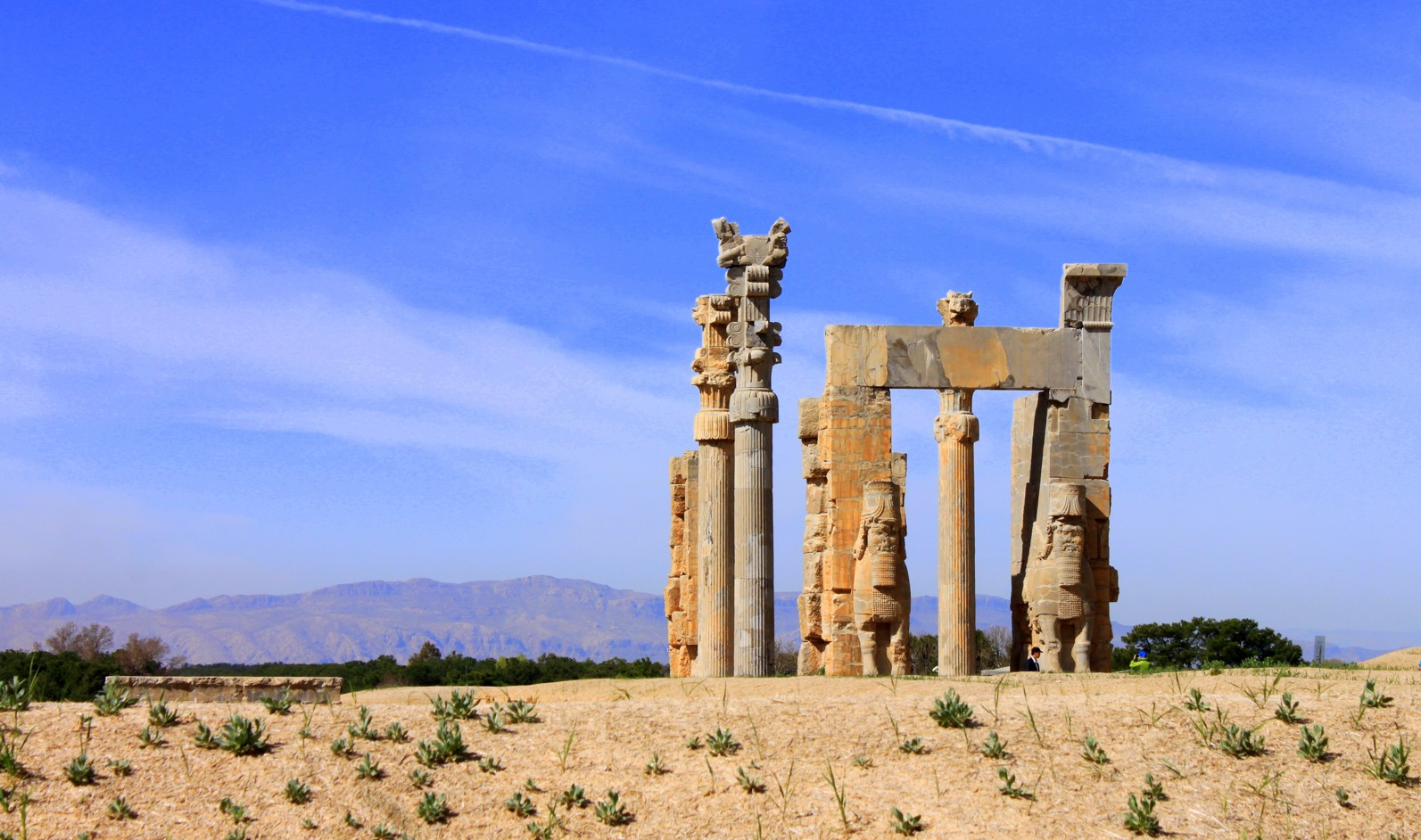

## I graffiti
Nei secoli passati si sono alternati molti visitatori che hanno ammirato la maestosità dei monumenti. In particolare nella Porta di Tutte le Nazioni hanno lasciato nella parte interna dei piedritti diversi nomi e autografi, alcuni dei quali persino famosi:
- Carsten Niebuhr (1765, viaggiatore e studioso di cose antiche);
- Capitano John Malcolm (1800 al 1810, inviato britannico alla corte di Persia e autore della storia della Persia);
- Sir Harford Jones Brydges (1809, ambasciatore britannico a Teheran);
- James Morier (1810, incaricato degli affari britannici a Teheran, autore di Hagi Baba Isfahani);
- Conte J. de Gobineau (ministro francese e autore di vari libri sull'Iran);
- H. M. Stanley (1870, esploratore dell'Africa, corrispondente di New York Herald Tribune in Persia);
- Charles Texier (storico francese e autore di uno straordinario rapporto sull'arte persiana).[4]

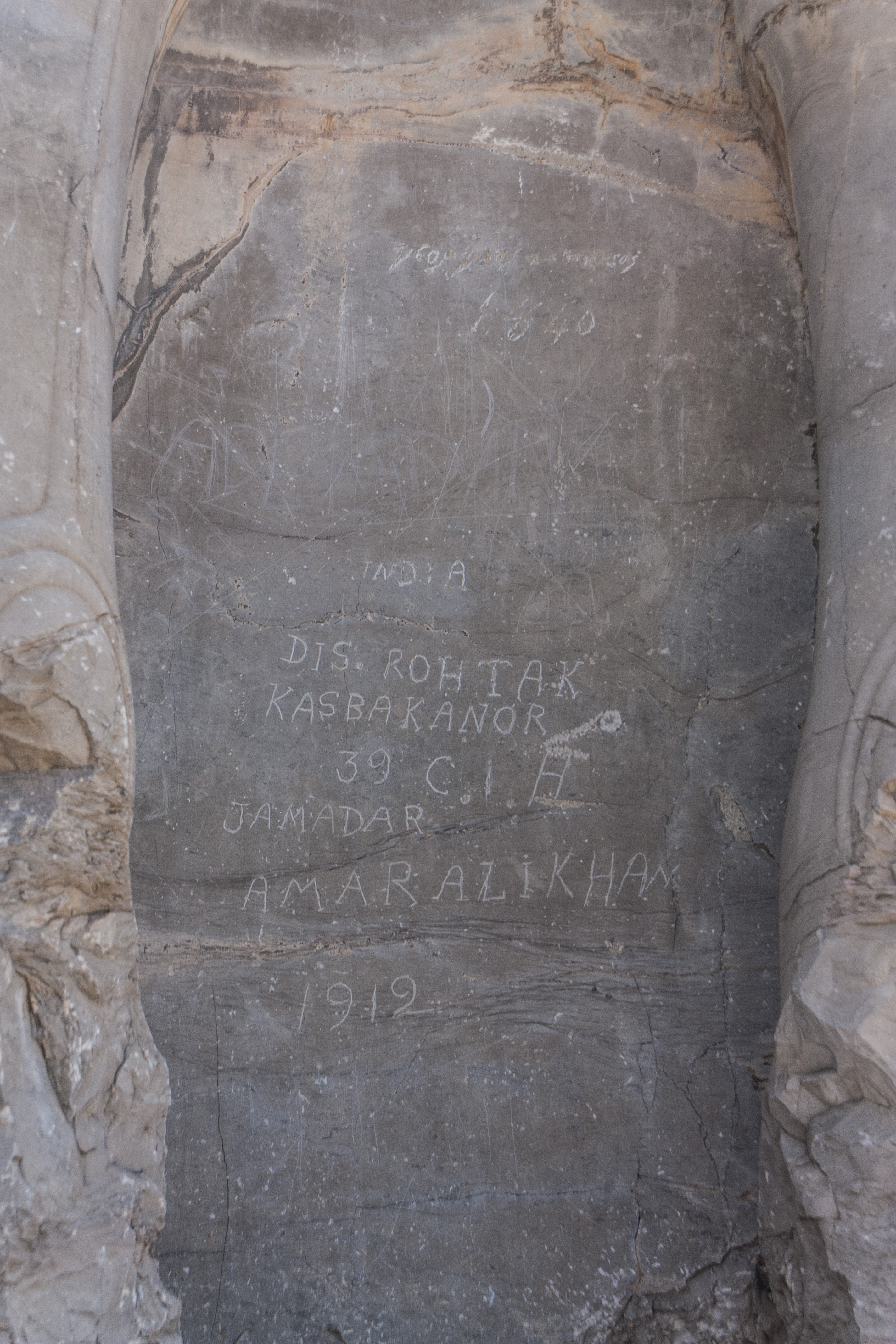
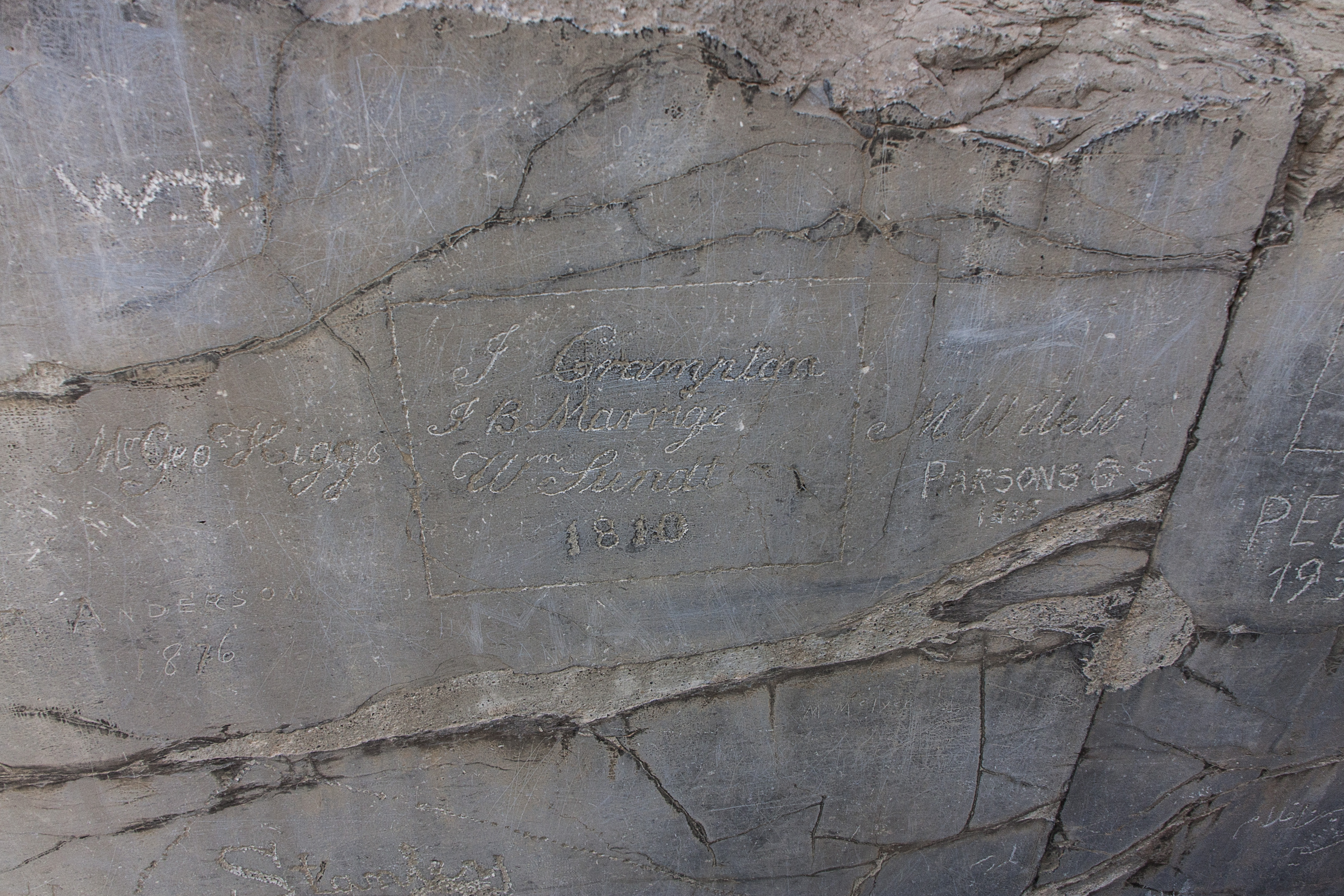
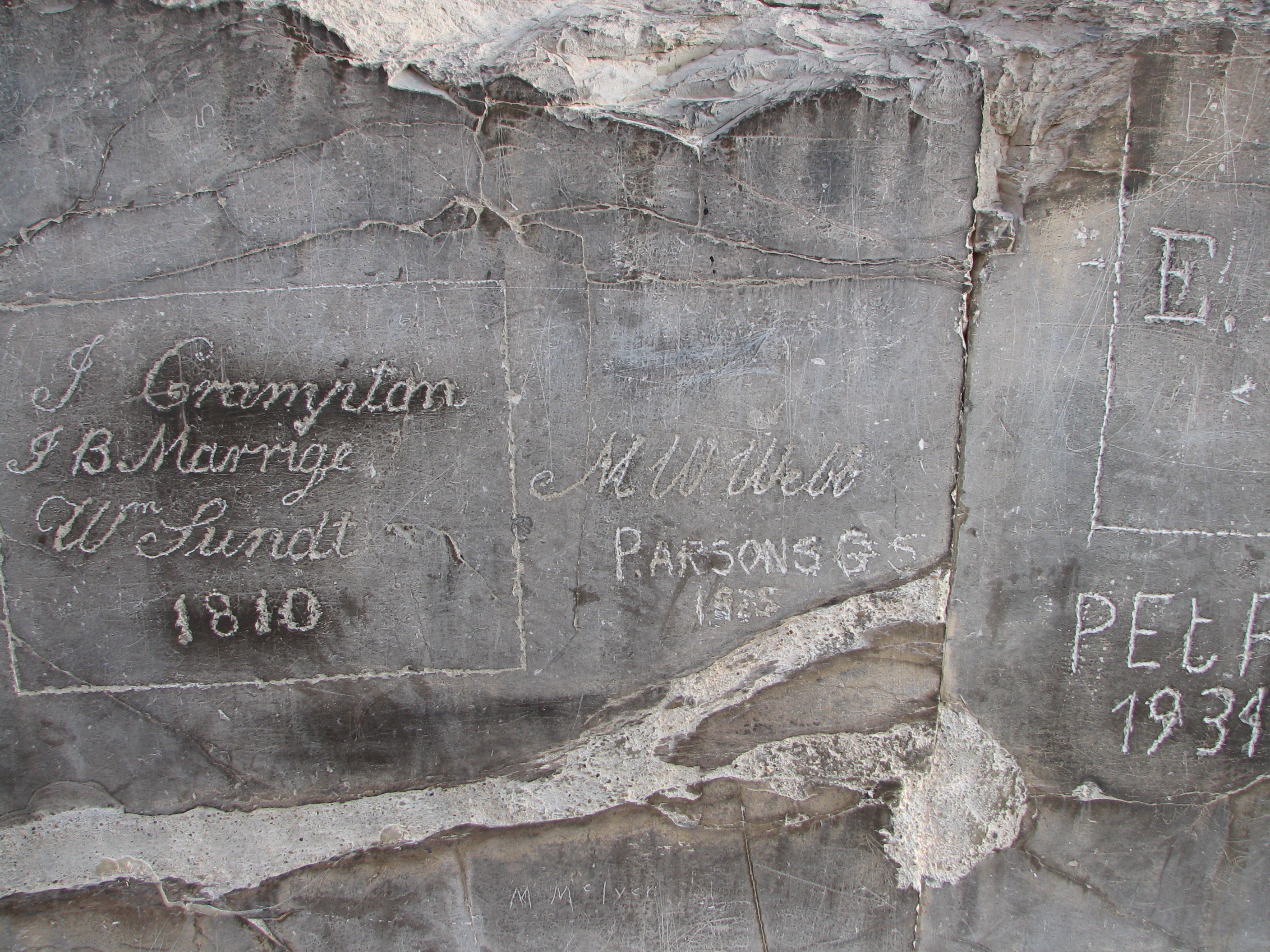
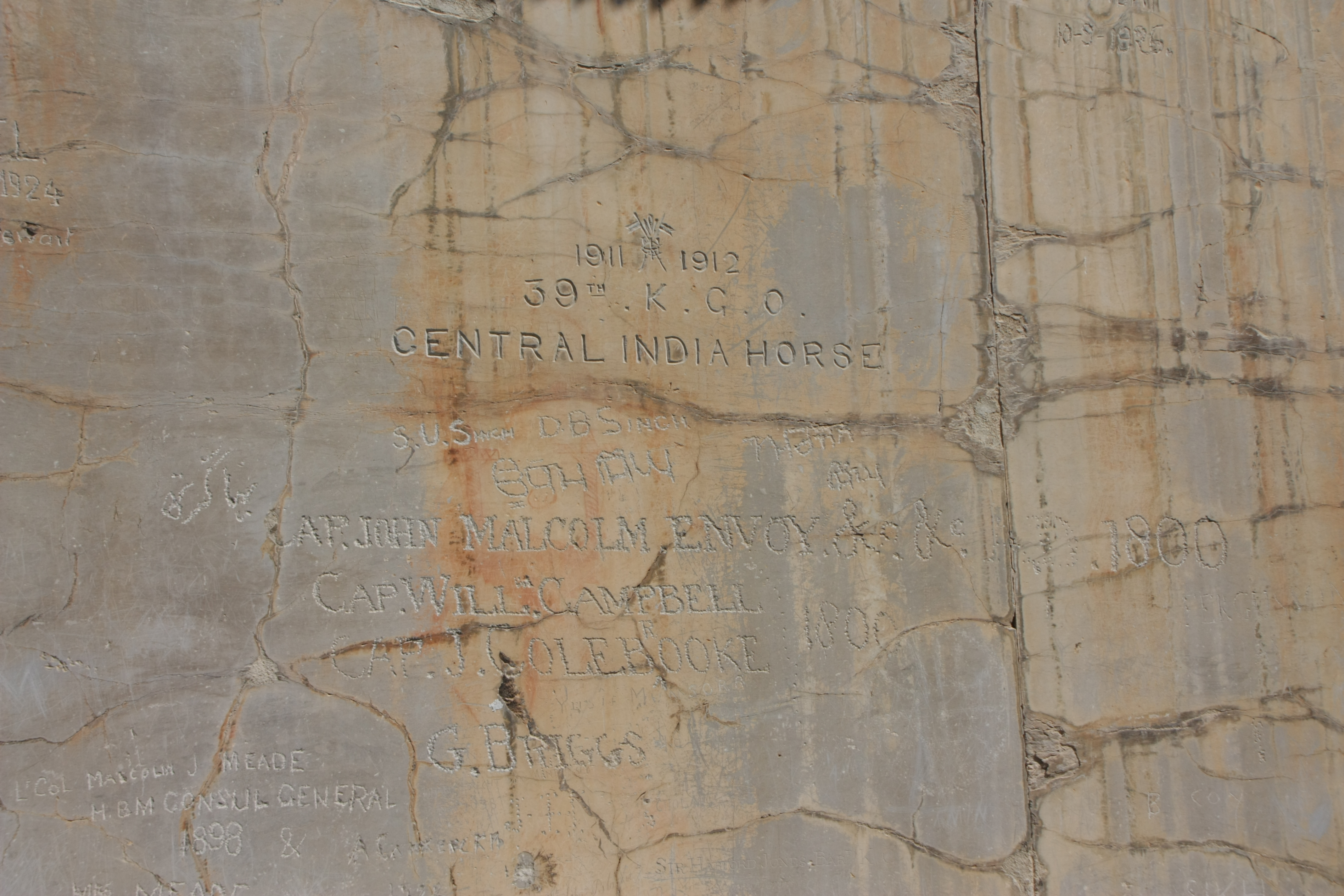